# Дзябенко Микола Ониськович
Микола Ониськович Дзябенко (нар. 10 серпня 1924, с. Матяшівка Лубенського району — 19 листопада 1976, Нью-Йорк) — український громадсько-політичний діяч, журналіст.

## З життєпису
Народився у родині диякона, якого забили чекісти.
У 1944 опинився у Німеччині. Вчився в українській гімназії міста Новий Ульм, а потім у духовній семінарії в Мюнхені. Навчання продовжував у США, куди переїхав 1950. Там виконував різні обов'язки в ОУРДП, УРДП та ОДУМі.
В 1954—1955 брав участь у виданні «Інформаційного бюлетеня» ОДУМу. Свою діяльність спрямовував проти денаціоналізації та американізації української молоді. Тривалий час редагував газету «Прометей» у Нью-Йорку.
На V з'їзді УРДП (1967) був обраний до ЦК та Секретаріату УРДП.
25 січня 1976 року був призначений Об'єднанням демократичної української молоді до складу Ділового комітета пам'ятника Митрополитові Василю (Липківському) в США, котрий був встановлений і освячений 23 жовтня 1983 в Українському пантеоні у Саут-Баунд-Бруці, США.
Наприкінці життя відійшов від політичної роботи і хотів стати священиком. Передчасно помер від невиліковної хвороби. Похований на православному цвинтарі святого Андрія Саут-Баунд-Брук, штат Нью-Джерсі.